# 11.ª Brigada de Assalto Aéreo de Guardas (Rússia)
A 11.ª Brigada de Assalto Aéreo de Guardas (em russo: 11-я отдельная гвардейская десантно-штурмовая бригада) é uma brigada de paraquedistas das Tropas Aerotransportadas da Rússia, atualmente sediada em Sosnovy Bor, perto de Ulan-Ude, na Buriácia. A brigada foi formada pela primeira vez em 1968 como a 11.ª Brigada de Assalto Aéreo Separada, e dois de seus regimentos de helicópteros lutaram na Guerra do Afeganistão. A brigada foi formada em 1968 em Mogocha como a 11.ª Brigada Aerotransportada Separada. Em 1971, tornou-se a 11.ª Brigada de Assalto Aéreo. Em 1988, a brigada voltou a ser uma brigada aerotransportada. Ela mudou-se para Ulan-Ude em maio de 1993. A brigada tornou-se uma brigada de assalto aéreo em 1998. Em 2015, a brigada recebeu o título de Guardas.

## História
A 11ª Brigada de Assalto Aerotransportada foi oficialmente constituída em 1º de agosto de 1968, na cidade de Mogocha, localizada na região de Chita. Sua criação seguiu a diretiva do Chefe do Estado-Maior General das Forças Armadas da URSS, datada de 4 de junho de 1968, e as orientações do quartel-general do Distrito Militar Trans-Baikal, emitidas em 21 de junho de 1968. A formação dessa brigada foi realizada com base em unidades preexistentes, provenientes das seguintes divisões: 
- O 1º Batalhão de Fuzileiros Motorizados da 113ª Guarda de Fuzileiros Motorizados Bandeira Vermelha de Novogeorgievsk, Ordem do Regimento de Kutuzov da 38ª Divisão de Fuzileiros Motorizados de Guardas, foi renomeado como 617º Batalhão Aerotransportado Separado.
- As unidades oriundas do Distrito Militar de Moscou, incluindo elementos provenientes do aeródromo de Torzhok, formaram o núcleo do 211º Grupo de Aviação.
  - Esquadrões equipados com helicópteros Mi-8 provenientes do 696º Regimento de Helicópteros Separado.
  - A 656ª Companhia de Comunicações Separada.
  - A 49ª Companhia de Suporte Técnico de Aeródromo Separada. [1]

Em novembro de 1968, a brigada incluía:
- os 618º e 619º batalhões de assalto aerotransportado criados em Nizhneudinsk, Oblast de Irkutsk (com base em dois batalhões de fuzileiros motorizados da 52ª divisão de fuzileiros motorizados)
- a 284ª divisão de artilharia separada criada em Mogocha. [1]

Em abril de 1969, seguindo uma diretiva do quartel-general do Distrito Militar de Transbaikal, os 617º, 618º e 619º batalhões de assalto aerotransportado foram reorganizados como unidades separadas, mantendo suas designações originais. 
Em julho de 1971, por determinação do Chefe do Estado-Maior das Forças Terrestres, a brigada recebeu o nome de 11ª Brigada de Assalto Aerotransportada Separada (OShBr). 
Já em 1º de setembro de 1977, conforme orientação do Chefe do Estado-Maior das Forças Terrestres, a 11ª Brigada passou por uma reestruturação, e seus paraquedistas adotaram o uniforme característico das Forças Aerotransportadas, substituindo o antigo uniforme utilizado pelos fuzileiros motorizados.

Insígnia de manga da 11.ª Brigada de Assalto Aéreo de Guardas

Em 1987, o batalhão aerotransportado de assalto reforçado participou de exercícios de grande escala com o objetivo de aterrissar, capturar e manter uma cabeça de ponte no Cabo Schmidt, localizado na costa do Oceano Ártico. Por demonstrarem coragem e valor militar durante as operações nas condições extremas do Ártico, a brigada foi agraciada, em 8 de dezembro daquele ano, com a Flâmula do Ministro da Defesa da URSS. 
Com base na diretiva do Ministro da Defesa da URSS, emitida em 6 de dezembro de 1989 sob o número 314/3/001592, e na diretiva do Comandante das Forças Aerotransportadas, datada de 27 de março de 1990 sob o número 568/3/0836
, a 11ª Brigada de Assalto Aerotransportado Separada, pertencente ao Distrito Militar Transbaikal, foi oficialmente transferida para as Forças Aerotransportadas em 1º de junho de 1990. Nesse processo, reorganizou-se como a 11ª Brigada Aerotransportada Separada (unidade militar 32364).
Em novembro de 1992, a brigada foi transferida para a vila de Sosnovy Bor, na cidade de Ulan-Ude, na República da Buriácia.  Entre dezembro de 1995 e janeiro de 1996, seguindo a ordem nº 070 emitida em 26 de dezembro de 1995 pelo Ministro da Defesa da Federação Russa, intitulada "Sobre a melhoria da liderança das tropas (forças)", a brigada passou a ser subordinada ao comando do Distrito Militar Trans-Baikal.  Após participar dos exercícios operacionais-estratégicos "Vostok-2010", realizados em 2010, a brigada foi reconhecida com o galhardete do Chefe do Estado-Maior Geral das Forças Armadas da Federação Russa, como prova de "Valor Militar".
Em 24 de agosto de 2011, o Presidente da Federação Russa entregou a Bandeira de Batalha à 11ª Brigada de Assalto Aerotransportada Independente, pertencente ao Distrito Militar Oriental, localizada na Buriácia. 
Entre os dias 18 e 30 de outubro de 2013, os membros da brigada participaram dos exercícios internacionais "INDRA-2013", realizados na República da Índia.

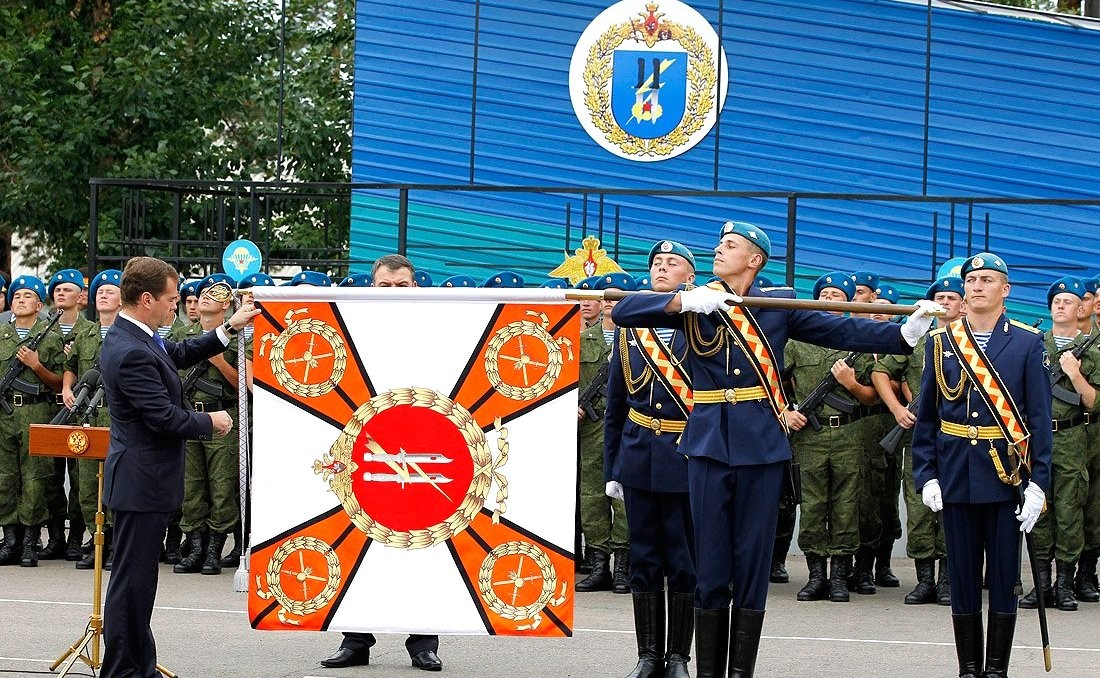
O Presidente da Rússia presenteia a 11ª Brigada de Assalto Aerotransportada com um novo estilo de Bandeira de Combate

Em 1º de dezembro de 2013, a unidade deixou o comando do 36º Exército de Armas Combinadas do Distrito Militar Oriental, passando a integrar as Forças Aerotransportadas, ao lado das 56ª e 83ª Brigadas de Assalto Aerotransportadas.  Posteriormente, em 25 de março de 2015, o presidente russo Vladimir Putin assinou um decreto que concedeu à brigada o título honorífico de Guardas. 
Em janeiro de 2022, elementos da brigada foram supostamente enviados para a Bielorrússia no contexto da crise da Ucrânia. A brigada foi então empregada na subsequente invasão da Ucrânia.
Segundo informações do Ministério da Defesa da Rússia, em 26 de fevereiro de 2022, durante a invasão da Ucrânia, o comandante da brigada, Coronel da Guarda Denis Shishov (indicado pelo codinome "Shisha"), foi gravemente ferido ao cruzar o rio Dniepre na região de Kakhovka. Na mesma ocasião, o vice-comandante da brigada, Tenente-Coronel Denis Glebov, perdeu a vida. Em 7 de março de 2022, as forças militares ucranianas afirmaram ter matado o Tenente-coronel Denis Glebov, vice-comandante da brigada, em ação nos arredores de Carcóvia. 
Durante a invasão russa da Ucrânia, alguns membros da 11.ª Brigada de Assalto Aéreo de Guardas - o Capitão Mikhoyev e o Cabo Kasatkin - foram capturados como prisioneiros de guerra pelas Forças Armadas da Ucrânia. Em 29 de junho de 2022, ocorreu em Pavlovsky Posad o funeral do Vice-Chefe do Estado-Maior e Chefe do Departamento de Operações do Estado-Maior da Brigada, Tenente-Coronel Pavel Kislyakov . Posteriormente, a brigada recebeu honrarias significativas. Pelo Decreto nº 804, assinado pelo Presidente da Federação Russa em 26 de outubro de 2023, foi concedida à unidade a Ordem de Suvorov. Mais tarde, pelo Decreto nº 801 de 18 de setembro de 2024, a brigada foi agraciada também com a Ordem de Júkov. 

## Composição
A brigada é composta por:
- sede;
- batalhão de assalto de paraquedas em BMD (antigo 1º batalhão de assalto aerotransportado em BMP-2);
- 1º Batalhão de Assalto Aerotransportado em BMP-2 (antigo 2º Batalhão de Assalto Aerotransportado em BMP-2);
- 2º Batalhão de Assalto Aerotransportado em BMP-2 (antigo 3º Batalhão de Assalto Aerotransportado em BMP-2);
- divisão de artilharia de obuses (obuses de 122 mm D-30);
- bateria de mísseis antiaéreos e artilharia;
- bateria de mísseis guiados antitanque;
- batalhão de reconhecimento;
- sociedade de propósito específico;
- companhia de rifles de precisão;
- companhia de controle (antiga empresa de comunicações);
- companhia de engenharia e sapadores;
- companhia de apoio aerotransportado;
- pelotão de proteção química biológica contra radiação;
- companhia de reparos;
- companhia de logística;
- companhia médica;
- pelotão do comandante;
- companhia de guerra eletrônica;
- companhia de veículos aéreos não tripulados.